# Ételmérgezés
Ételmérgezésnek nevezik az élelmiszer eredetű megbetegedések azon eseteit, amelyek az élelmiszerek rendeltetésszerű használata esetén és annak ellenére következnek be. 
Az ételmérgezés magába foglalja az élelmiszer eredetű fizikai, kémiai és biológiai ártalmakat is, tehát nemcsak mérgező anyagokat jelent. Nem tekintik ételmérgezésnek a túlzott alkoholfogyasztásból eredő alkoholmérgezést vagy a gyógyszermérgezéseket, de a túlságosan kevés vagy túlságosan sok ennivaló fogyasztása következtében előálló ártalmakat sem. Nem ételmérgezési kérdés az élelmiszerallergia sem.
Az ennivalóval bejuthatnak a szervezetbe betegséget okozó anyagok és mikroszervezetek is. Az élelmiszerhigiéniával foglalkozók feladata a káros hatások megismerése, a károkozók mennyiségének megállapítása, korlátozása. A hatás megismerésével kapcsolatos munka főleg kutatást, kísérleteket jelent. A mindennapok élelmiszerhigiéniai feladata, hogy a károkozók fogyasztóhoz kerülő mennyiségét figyelje, túlzott mennyiségüket korlátozza. Ehhez az élelmiszerek egy kis részét fizikai, kémiai vagy mikrobiológiai módszerekkel megvizsgálják. Az élelmiszerek fogyasztásra alkalmasságát a minőséget jellemző táplálkozásbiológiai, élvezeti és használati értékük mellett alapvetően az egészségügyi biztonságosságuk határozza meg. Az élelmiszerek egészségügyi biztonságosságát kórokozó mikrobák, egészségre káros vegyületek és esetleg radioaktív szennyezettség veszélyeztetik. Ilyen értelemben élelmiszerbiztonságon az élelmiszert fogyasztók biztonságát értjük. Ennél szélesebb fogalom az élelmezésbiztonság, ami ezen kívül az ellátás biztonságát is jelenti. 
Az ENSZ Egészségügyi Világszervezetének (a WHO-nak) és Mezőgazdasági és Élelmezésügyi Szervezetének (a FAO-nak) egy közös szakértő bizottsága már 1984-ben felhívta a figyelmet arra, hogy az élelmiszerek szennyezettsége korunkban az egyik leggyakoribb egészségügyi probléma, és ennek rendkívül súlyos gazdasági kihatásai is vannak. Ez a megállapítás azóta sem vesztette el az aktualitását. Bár a köztudat a vegyi eredetű élelmiszer-biztonsági problémákat véli a legsúlyosabbaknak, a szakértők az élelmiszerekkel közvetíthető patogén mikrobák okozta egészségártalmat teszik jelentőségében az első helyre. Ezt támasztják alá azok az adatok, amelyeket éppen a legfejlettebb, s ezért legalaposabb egészségügyi nyilvántartással rendelkező országok megbetegedési statisztikái mutatnak.

## Statisztika
A FAO/WHO adatai szerint Európában évente mintegy 130 millió ember betegszik meg élelmiszer-eredetű fertőzés vagy ételmérgezés következtében. Az élelmiszerek mikrobiológiai hibái által okozott megbetegedések gazdasági kihatásai óriásiak. Az Amerikai Egyesült Államok Center for Disease Control (CDC) nevű intézménye 1993-ban az élelmiszer-eredetű megbetegedések évenkénti számát az USA-ban 8 millióra, közöttük a halálesetek számát 7 ezerre, s az ezekkel összefüggő gazdasági veszteséget és egészségügyi költségeket 9,4 milliárd dollárra becsülte. Svájc egészségügyi statisztikai adatai szalmonellózisokra vonatkozóan azt mutatják, hogy a bejelentett megbetegedések száma 1984 és 1992 között erősen növekvő tendenciájúak voltak. A Salmonella enteritidis nevű, főként baromfitermékekkel, tojással terjedő baktérium okozta megbetegedések aránya növekedett meg feltűnően. A magyar egészségügyi statisztika is azt mutatja, hogy az ételmérgezési eseményeknek az alakulásában is nagyjából egyenes vonalú növekedést lehetett tapasztalni Magyarországon is 1989 és 1998 között. A magyar szalmonella-izolálási statisztika a svájci szalmonellózisok számának változásához kísértetiesen hasonló görbéket ír le. Nálunk is a Salmonella enteritidis gyakorisága az, ami egyre nagyobb arányú volt az akkori vizsgálati időszakban az összes szalmonella-izoláláson belül. 
A témához az is hozzátartozik, hogy mindez „csak a jéghegy csúcsa”, mert az országos egészségügyi statisztikák nem regisztrálnak minden egyes megbetegedést, egyes szakértők szerint az országos statisztikákban megjelenő gyakorisági értékek esetleg csak 5-10%-át, vagy ennél is kisebb hányadát teszik ki a valóságos gyakoriságnak. Az Országos Élelmezés- és Táplálkozástudományi Intézet (OÉTI) adatai szerint az ételmérgezési események megoszlása a megbetegedést okozott élelmiszerek elkészítési helye szerint a nemzetközi statisztikákhoz hasonlóan olyan, hogy a háztartási eredetű megbetegedési események gyakorisága a legnagyobb, s nagy arányúak a vendéglátó- és közétkeztetési helyeken bekövetkező események. Sokkal kevesebb esemény vezethető vissza az iparszerű élelmiszer-feldolgozásra. 
Ha az esetszámokat tekintjük, érthetően a tömeges étkeztetés egyedi esetszámai a meghatározóak. A helyzet az utóbbi időszakban sem javult igazán. Az élelmezés-egészségügyi fontosságú kórokozó mikroorganizmusok listája fokozatosan növekszik. Egyre több olyan baktériumot, mérgező anyagokat termelő penészgombákat, vírusokat és bizonyos állati parazitákat ismernek meg, amelyek élelmiszerekkel közvetíthető megbetegedések forrás vagy forrásai lehetnek. Az utóbbi évtizedeknek a felismerése az, hogy a korábban biztonságosnak hitt hűtőtárolás, az élelmiszerek hűtőszekrény hőmérsékleten tartása önmagában még nem ad elegendő biztonságot, mert a spórát nem képző patogén baktériumok közül jó néhány faj és a spóraképző baktériumok közül is egyes patogének képesek egy jónak tartott hűtőszekrény-hőmérsékleten is szaporodni, s esetleg azokkal a romlást okozó baktériumokkal is versengeni, amelyek egyébként a fogyasztó számára érzékelhetővé tennék a baktériumok elszaporodását, romlási jelenségek érzékszervi észlelését.
Az ételmérgezéssel kapcsolatos problémák leküzdésének fontos eszköze az élelmiszeripar, élelmiszer-kereskedelem és a vendéglátás területén is alkalmazandó jó termelési gyakorlat (GMP) és a HACCP-rendszer.

## Ajánlott honlapok
- Országos Élelmiszertudományi Intézet (ÁNTSZ OÉTI)
- Élelmiszerbiztonsági Hivatal
- Országos Állategészségügyi Intézet